# NAVI CARS
『NAVI CARS』（ナビ・カーズ）は、株式会社エフテンブックが発行する自動車雑誌。奇数月26日に発売（2019年11月号を最後に、不定期刊へと変更）。同社が発行するオートバイ雑誌『MOTO NAVI』の増刊として発行され、誌面も同誌の内容を引き継ぎ、自動車のある暮らしをテーマにしてファッションやライフスタイルについての記事が多い。
二玄社から2010年まで発行されていた休刊中の『NAVI』の復刊と誤解されることが多いが、流れとしてはNAVIの流れを汲んでいるものの、いわゆる正式な後継誌ではない。
2018年1月発売号より、タイトルロゴがカタカナ表記の「ナビカーズ」に改められた。同年5月号までは株式会社ボイス・パブリケーションが版元であったが、同年7月号より版元がエフテンブックに移行された。

## 概要
2010年4月号に休刊した「NAVI」の名を継ぐ自動車雑誌を作ろうと、元NAVI編集部員で現ボイスパブリケーション代表の河西啓介が、2012年5月26日にプレ創刊号を発売した。同年9月に隔月刊として定期刊行を開始する。特集に力を入れており、毎号まったくカラーの異なる企画を巻頭特集として取り上げる傾向がある。過去にはマツダ・ロードスターやマンガ「頭文字D」など、取り上げる対象をかなり限定した企画も多い。また、過去には自動車雑誌でありながら自動車雑誌を特集するという企画も行うなど、「文化系自動車雑誌」として認知されている。
編集長の河西啓介をはじめに旧「NAVI」出身の自動車ジャーナリストやライターが多数登場し、連載する下野康史や小沢コージなどのほかにサトータケシ、松本葉や塩見智なども寄稿している。
姉妹誌の『MOTO NAVI』同様に表紙やグラビアに芸能人が起用されることが多い。過去にクレイジーケンバンドの横山剣、吉川晃司、神田正輝、森星、紅蘭、内田理央など多種多様な人物が表紙を飾っている。
なお、2019年1月号より、編集長が創刊編集長である河西から副編集長を務めていた日越翔太に交代。この交代によって、「NAVI」の名を冠する雑誌でありながら、「NAVI」編集部に在籍経験がある編集者がいなくなった。

## データ
- 発行元：ボイス・パブリケーション（ - 2018年7月号）→エフテンブック（2018年9月号 - ）
- 創刊日：2012年5月
- 発行日：奇数月26日発売（2019年11月号）→以降、不定期刊
- 定価：1,000円→880円（2019年3月号）